# Расследование взрывов в Пентагоне и башнях-близнецах
PENTTBOM (расследование взрыва в Пентагоне и башнях-близнецах) — следственная операция Федерального бюро расследований по установлению личностей виновников терактов 11 сентября 2001 года, которое стало крупнейшим уголовным расследованием ведомства. Следственные действия начались 11 сентября 2001 года. В них приняли участие 4000 специальных агентов и 3000 профессиональных сотрудников.

## Установление личностей угонщиков
Одна из важных причин того, что ФБР смогло однозначно идентифицировать 19 угонщиков в течение всего лишь нескольких дней, в том, что только немногие подозреваемые предприняли попытки скрыть свои имена в авиарейсах, кредитных картах и других записях.

### Идентичные письма
У троих угонщиков были копии идентичного рукописного письма (на арабском языке). Письма были обнаружены в трех разных местах:
Первое находилось в чемодане угонщика Мухаммеда Атты, который не был погружён на рейс 11 American Airlines. Данный рейс врезался в Северную башню Всемирного торгового центра в 8:46.

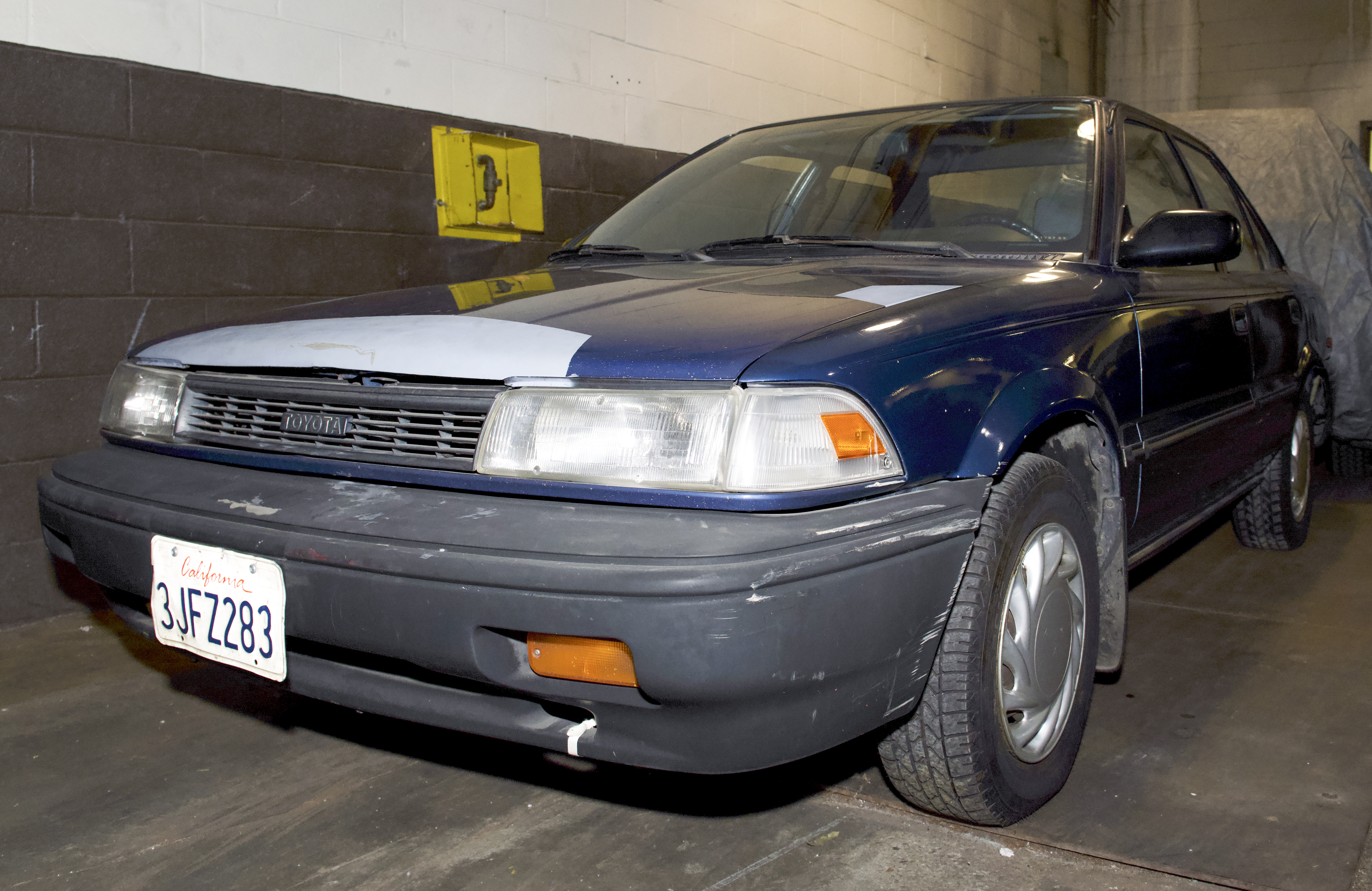
Автомобиль, относимый ФБР к одному из угонщиков самолёта

Второе было обнаружено в автомобиле, припаркованном в международном аэропорту Вашингтона имени Даллеса и принадлежавшем угонщику Навафу аль-Хазми.
Третье письмо нашли на месте крушения рейса 93 United Airlines в Шанксвилле штата Пенсильвания.
Согласно показаниям Джеймса Карузо, заместителя помощника директора контртеррористического отдела ФБР, переданным 3 октября 2001 года Подкомитету по разведке в области терроризма и национальной обороны при Палате представителей (House Intelligence Subcommittee on Terrorism and Homeland Defense), «переводы письма указывают на тревожащую нас готовность угонщиков к гибели».

### Найденные паспорта
В соответствии с показаниями Сьюзан Гинзберг, сотрудника Национальной комиссии по расследованию террористических атак на США (National Commission on Terrorist attacks upon the United States), на публичных слушаниях 26 января 2004 г.:
«Паспорта четырёх угонщиков сохранились полностью или частично. Два паспорта были обнаружены на месте крушения рейса 93 United Airlines в Пенсильвании. Это паспорта на имя Зиада Джарры и Саида аль-Гамди. Один паспорт принадлежал угонщику рейса 11 American Airlines. Это паспорт Сатама аль-Суками. Прохожий подобрал его и передал детективу полиции Нью-Йорка незадолго до обрушения башен Всемирного торгового центра. Четвёртый паспорт был в багаже, который не успел на рейс из Портленда в Бостон, бывший стыковочным рейсом для рейса 11 American Airlines. Это паспорт Абдулазиза аль-Омари.
Помимо этих четырёх человек, в ходе операций после 11 сентября было обнаружено несколько цифровых копий паспортов угонщиков. Два из сохранившихся паспортов, а именно паспорта Сатама аль-Суками и Абдулазиза аль-Омари, были несомненно поддельными. Эти паспорта были подделаны мошенническим способом, присущим Аль-Каиде.»

#### На месте Всемирного торгового центра
Паспорт угонщика Сатама аль-Суками был найден в нескольких кварталах от Всемирного торгового центра.

#### Рейс 93
По данным Комиссии по терактам 11 сентября (9/11 Commission), паспорта двух угонщиков рейса 93 также были найдены неповрежденными среди обломков разбившегося воздушного судна.

#### Багаж Атты
Подделанный паспорт угонщика Абдулазиза аль-Омари был найден в оставленном багаже Мохамеда Атты.
При досмотре багажа Мохамеда Атты ФБР обнаружило важные сведения об угонщиках и их планах. В его багаже находились документы, раскрывающие личности всех 19 угонщиков и предоставляющие информацию об их планах, мотивах и биографиях. ФБР смогло установить даты рождения, известные и/или возможные места проживания, статусы их виз и личности подозреваемых пилотов воздушных судов. Ни один из этих документов не был проверен независимыми экспертами.

## Установление связи угонщиков с Аль-Каидой
Следователям удалось быстро связать 19 человек с террористической организацией «Аль-Каида», изучив их досье. Газета «Нью-Йорк Таймс» сообщила 12 сентября: «Власти заявили, что они также выявили сообщников в нескольких городах, которые помогали планировать и осуществлять теракты во вторник. Чиновники заявили, что знают, кто эти люди, и полезные биографические детали о многих из них. Власти установили биографии каждого идентифицированного члена команды угонщиков и начали отслеживать недавние перемещения этих людей». Агенты ФБР во Флориде, расследующие деятельность угонщиков, быстро «совершили рейды по летным школам, районам и ресторанам в поисках зацепок». В одной летной школе «учащиеся сказали, что следователи были там через несколько часов после терактов». Газета Washington Post позже сообщила, что «через несколько часов после взрывов следователи просмотрели досье газеты на [Сатама] Аль-Суками и [Ахмеда] Альгамди, отметили связи этой пары с [Набилем] аль-Марабом и начали на него охоту».
27 сентября 2001 года ФБР опубликовало фотографии 19 угонщиков, а также информацию о вероятном гражданстве и псевдонимах многих из них.
В день терактов спецслужбы США также перехватили сообщения, указывающие на Усаму бен Ладена. Вскоре было установлено, что ответственность за теракты несет Усама бен Ладен, другие же подозреваемые были исключены. Недолго сначала отрицав обвинения, Усама бен Ладен сделал видеозапись, где признал полную и единоличную ответственность за нападения.

## Сообщения для прессы
- 11 сентября 2001 г.: ФБР начинает расследование.[18]
- 14 сентября: ФБР публикует список подозреваемых в угоне самолёта 11 сентября.[19]
- 27 сентября: ФБР публикует фотографии подозреваемых в угоне самолёта 11 сентября.[15]
- 28 сентября: ФБР публикует четырёхстраничное письмо, предположительно написанное угонщиками.[5]
- 4 октября: ФБР публикует частичный график действий угонщиков из Бостона.[20]